# Saint-Clément, Corrèze
Saint-Clément är en kommun i departementet Corrèze i regionen Nouvelle-Aquitaine i de centrala delarna av Frankrike. Kommunen ligger  i kantonen Seilhac som tillhör arrondissementet Tulle. År 2022 hade Saint-Clément 1 383 invånare.

## Befolkningsutveckling
Antalet invånare i kommunen Saint-Clément
Referens:INSEE